# Забегаиха
Забегаиха — деревня в составе Семёновского сельсовета в Уренском районе Нижегородской области.

## География
Находится на расстоянии примерно 17 километров по прямой на юг-юго-запад от районного центра города Урень.

## История
Основана в конце XVIII века выходцами из села Семеново. В 1856 году учтено было дворов 4, жителей 45, в 1916 21 двор и 121 житель, в 1978 24 двора и 55 жителей, в 1994 году 15 дворов и 27 жителей.

## Население
Постоянное население  составляло 33 человека (русские 94%) в 2002 году, 21 в 2010 .